# Gy
A Gy digráf a magyar ábécében. A G és az Y betűk összekapcsolása. Kiejtése hasonlít a lengyel dź betűhöz. A G és a H betűk között helyezkedik el a magyar ábécében. 
A digráfok többségéhez hasonlóan a számítógépes bevitel során mindig a G és az Y betűk csatolásával jelenik meg.